# سالم سرور (عسكري)
سالم مسعود سرور، ( - 2 يونيو 2020) عسكري كويتي، وهو أحد قادة المقاومة الكويتية إبان الغزو العراقي للكويت عام 1990 وقائداً اللواء المدرع 35 الذي أطلق عليه لاحقًا اسم «لواء الشهيد» وقائد معركة الجسور وشكلت قواته التي سحبها إلى الأراضي السعودية ومعها قرابة 800 دبابة نواة الجيش الكويتي الذي دخل الكويت في 26 فبراير 1991. توفى في 2 يونيو 2020.